# Manebhanjyang
Manebhanjyang – gaun wikas samiti we wschodniej części Nepalu w strefie Sagarmatha w dystrykcie Okhaldhunga. Według nepalskiego spisu powszechnego z 2001 roku liczył on 561 gospodarstw domowych i 2957 mieszkańców (1481 kobiet i 1476 mężczyzn).